# 凯茜·乔丹
凯茜·乔丹（英語：Kathy Jordan，1959年12月3日—），美国女子网球运动员。她曾获得澳大利亚网球公开赛女子双打冠军、法国网球公开赛女子双打冠军、混合双打冠军、温布尔登网球锦标赛女子双打冠军、混合双打冠军、美国网球公开赛女子双打冠军。